# نیچیرن-شو

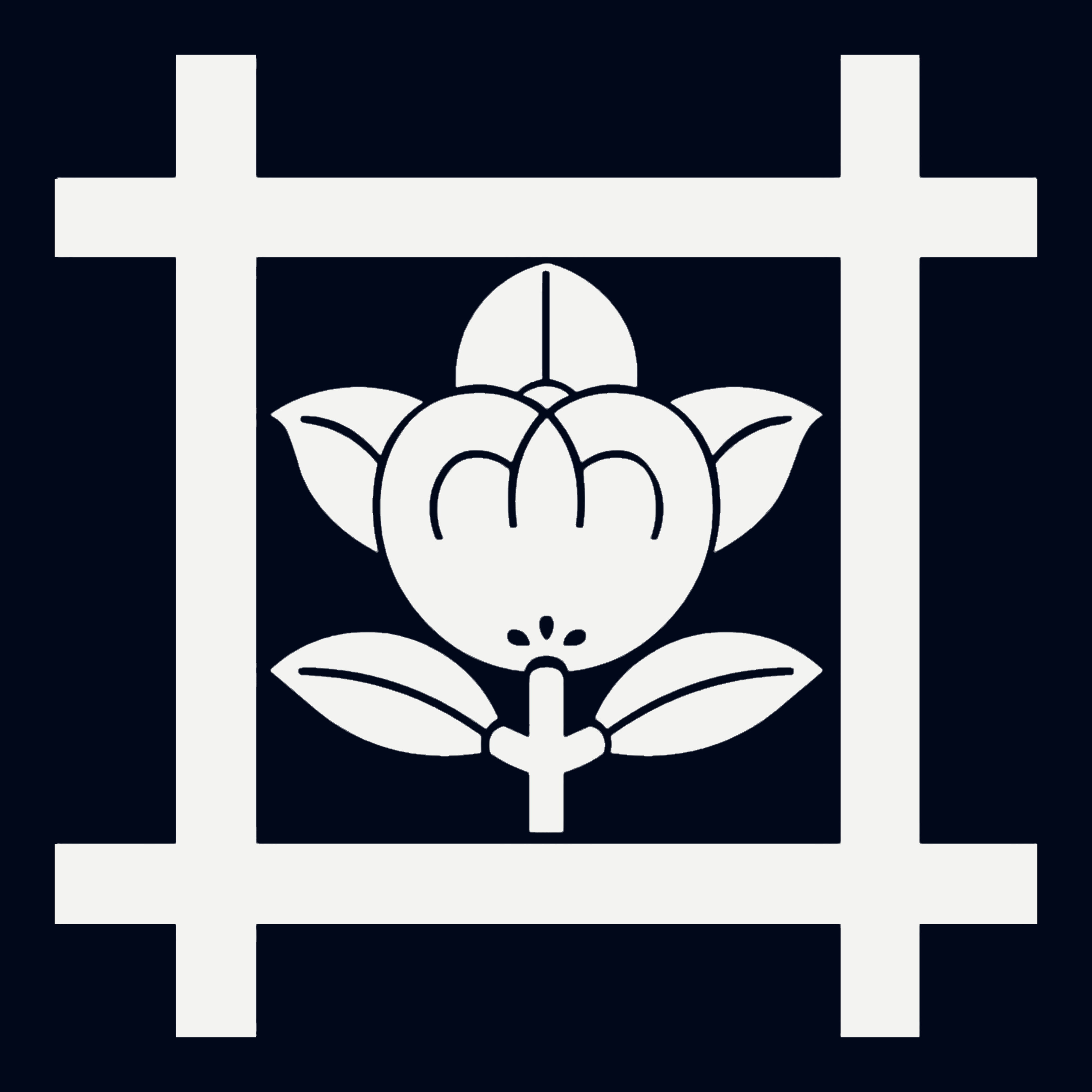
نشان مکتب نیچیرن

نیچیرن-شو (به ژاپنی: 日蓮宗 Nichiren-shū) فرقه نیچیرن- ترکیبی از چندین فرقه دینی است و تشکیل شده از چهار فرقه مربوط به بوداگرایی نیچیرن که توسط شاگردان اصلی نیچیرن بنیان‌گذاری شده‌است و همچنین بخشی از یک فرقه پنجم.
| نام مکتب     | موسس                                             |
| ------------ | ------------------------------------------------ |
| مینوبو-سان   | نیکو (راهب)                                      |
| هاما-سان     | نیشو                                             |
| ایکه گامی-شو | نیچیرو                                           |
| ناکایاما-سان | نیچیجو (همین‌طور شناخته می‌شود به عنوان توکی جونی) |
| فوجی-فوسه    | نیکو (فقط بخشی) مدتی متعلق بود به نیچیرن شوشو    |